# دیونیسیوس پریه‌گتا

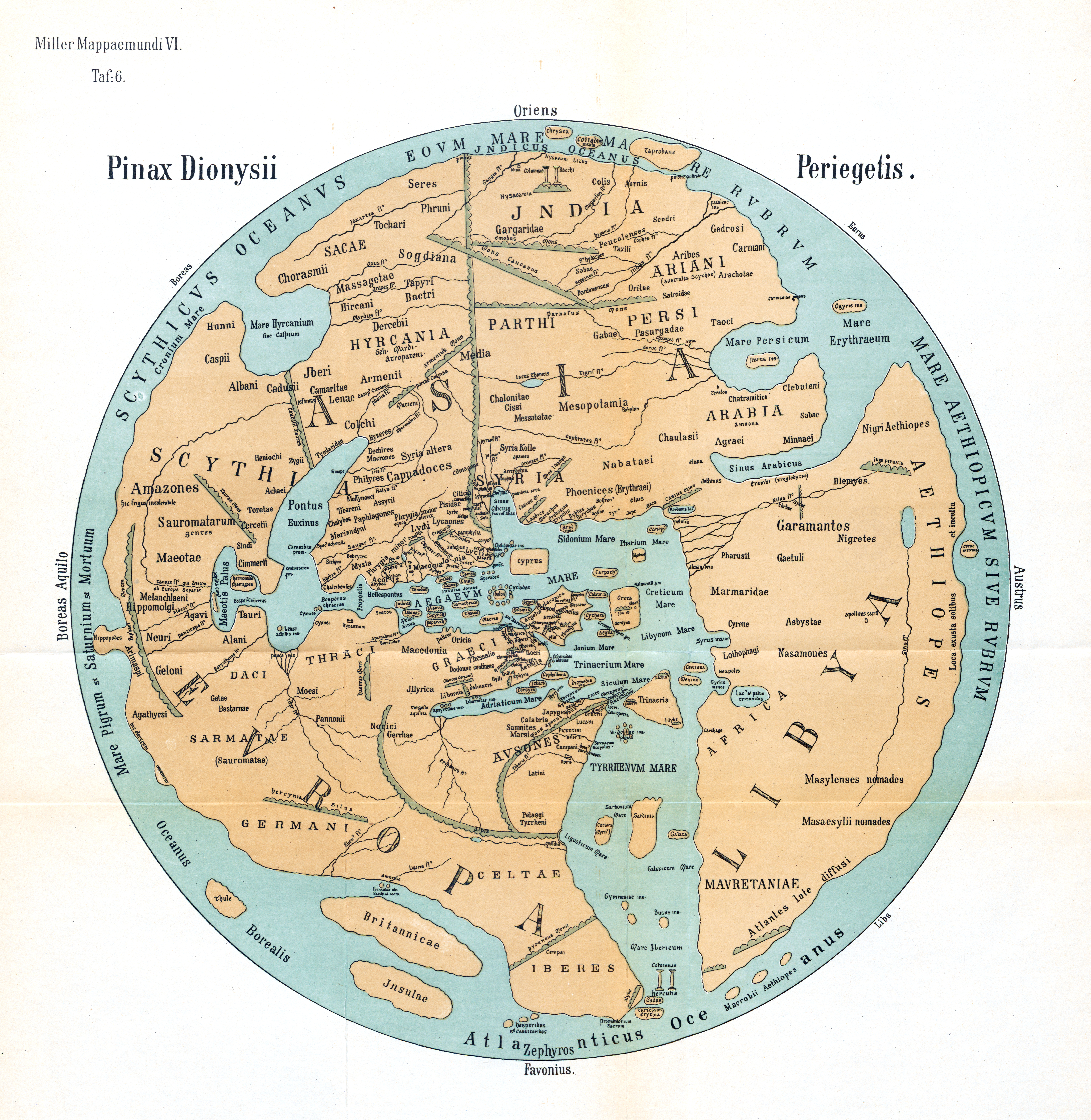
طرح نقشهٔ جهان اثری از دیونیسیوس پریه‌گتا

دیونیسیوس پریه‌گتا (به لاتین: Dionysius Periegeta، یونانی باستان: Διονύσιος ὁ Περιηγητής) سیاح، شاعر و نویسندهٔ یونانی‌زبان بود. می‌نماید که او از اهالی اسکندریه بوده و در زمان پوبلیوس آئلیوس ترایانوس هادریانوس (۱۱۷-۱۳۸ میلادی) زیسته‌باشد.
اثر منظوم او موسوم به هگزامتر در زمان باستان محبوب بوده و به عنوان کتاب درسی تدریس می‌شده‌است. این اثر به لاتین هم ترجمه شده و تفسیری نیز بر آن نوشته‌اند.